# Campeonato Brasileño de clubes de Fútbol Playa
El Campeonato Brasileño de Fútbol Playa (Portugués: Campeonato Brasileiro de Futebol de Areia) es un torneo nacional de fútbol playa organizado por la Confederação Brasileira de Beach Soccer (CBSB). El equipo campeón representa al país en la Copa Libertadores de Fútbol Playa.

## Historia
La competición tuvo su primera edición realizada en 2012, en la Represa Guarapiranga, en São Paulo con la participación de doce equipos de seis estados El Corinthians se ha convertido en el primer campeón de la competición.
Después de cinco años, la segunda edición fue realizada en 2017 en la Praia do Gonzaga, en Santos con la participación de ocho equipos de seis estados. El campeón Vasco da Gama representó al país en la primera edición de la Copa Libertadores de Fútbol Playa, que se realizó en el mismo lugar en enero de 2017.

## Palmarés
| Año           | Campeón        | Final Resultado  | Subcampeón     | Tercer lugar | Resultado | Cuarto lugar   |
| ------------- | -------------- | ---------------- | -------------- | ------------ | --------- | -------------- |
| 2012          | Corinthians    | 4 – 1            | Santos         | Cruzeiro     | 7 – 5     | Botafogo       |
| 2017 Detalles | Vasco da Gama  | 5 – 1            | Sampaio Corrêa | Botafogo     | 11 – 3    | Rio Branco     |
| 2019 Detalles | Vasco da Gama  | 2 – 2 (2-0 pen.) | Flamengo       | Botafogo     | 7 – 5     | Sampaio Corrêa |
| 2020 Detalles | Vasco da Gama  | 2 – 2 (3-2 pen.) | Sampaio Corrêa | Anchieta     | 6 – 5     | Flamengo       |
| 2021 Detalles | Anchieta       | 7 – 2            | Corintians     | ABC          | 4 – 2     | Sampaio Corrêa |
| 2022 Detalles | Sampaio Corrêa | 6 – 5            | São Domingos   | Anchieta     | 9 – 1     | Sport          |

### Títulos por equipos
| Equipo         | Campeón              | Subcampeón     | Tercer lugar   | Cuarto lugar   |
| -------------- | -------------------- | -------------- | -------------- | -------------- |
| Vasco da Gama  | 3 (2017, 2019, 2020) | 0              | 0              | 0              |
| Sampaio Correa | 1 (2022)             | 2 (2017, 2020) | 0              | 2 (2019, 2021) |
| Anchieta       | 1 (2021)             | 0              | 2 (2020, 2022) | 0              |
| Corinthians    | 1 (2012)             | 0              | 0              | 0              |
| Flamengo       | 0                    | 1 (2019)       | 0              | 1 (2020)       |
| Santos         | 0                    | 1 (2012)       | 0              | 0              |
| Corintians     | 0                    | 1 (2021)       | 0              | 0              |
| São Domingos   | 0                    | 1 (2022)       | 0              | 0              |
| Botafogo       | 0                    | 0              | 2 (2017, 2019) | 1 (2012)       |
| Cruzeiro       | 0                    | 0              | 1 (2012)       | 0              |
| ABC            | 0                    | 0              | 1 (2021)       | 0              |
| Rio Branco     | 0                    | 0              | 0              | 1 (2017)       |
| Sport          | 0                    | 0              | 0              | 1 (2022)       |

### Títulos por estado
| Estado               | Campeón | Subcampeón | Tercer lugar | Cuarto lugar |
| -------------------- | ------- | ---------- | ------------ | ------------ |
| Río de Janeiro       | 3       | 1          | 2            | 2            |
| Maranhão             | 1       | 2          | 0            | 2            |
| São Paulo            | 1       | 1          | 0            | 0            |
| Espírito Santo       | 1       | 0          | 2            | 1            |
| Río Grande del Norte | 0       | 1          | 1            | 0            |
| Alagoas              | 0       | 1          | 0            | 0            |
| Minas Gerais         | 0       | 0          | 1            | 0            |
| Pernambuco           | 0       | 0          | 0            | 1            |